# Cytaea haematica
Cytaea haematica là một loài nhện trong họ Salticidae.
Loài này thuộc chi Cytaea. Cytaea haematica được Eugène Simon miêu tả năm 1902.